# Сера Мазио (Асти)
Сера Мазио је насеље у Италији у округу Асти, региону Пијемонт.
Према процени из 2011. у насељу је живело 46 становника. Насеље се налази на надморској висини од 279 м.